# Ectateus lamottei
Ectateus lamottei es una especie de escarabajo oscuro perteneciente a la superfamilia Tenebrionoidea, orden Coleoptera. Fue descrito por Gridelli en 1954.
Su cuerpo mide aproximadamente 12,0–14,5 mm de longitud.

## Distribución
Se distribuye por África Occidental, específicamente en Costa de Marfil, Sierra Leona y República de Liberia. También reportado en Guinea, donde habita en bosques de tierras bajas.